# 심상명
심상명(沈相明, 1942년 2월 10일~)은 대한민국의 법조인으로, 제54대 법무부 장관을 지냈다.

## 학력
- 광주고등학교 졸업(8회)
- 서울대학교 법과대학 법학과 학사
- 서울대학교 사법대학원 석사

## 경력
- 1965년 제4회 사법고시 합격
- 1981년 법무부 인권과장
- 1983년 인천지방검찰청 부장검사
- 1985년 법무부 법무심의관
- 1987년 서울중앙지방검찰청 북부지청 차장
- 1988년 광주지방검찰청 차장
- 1989년 대구지방검찰청 차장
- 1990년 부산지방검찰청 제2차장
- 1991년 8월 1일~1992년 7월 28일: 제15대 서울중앙지방검찰청 북부지청 지청장
- 1992년 광주고등검찰청 차장
- 1993년 3월 17일~1993년 9월 20일: 제34대 전주지방검찰청 검사장
- 1993년 9월 21일~1994년 9월 15일: 제36대 광주지방검찰청 검사장
- 1994년 9월 16일~1995년 9월 19일: 제15대 수원지방검찰청 검사장
- 1995년 9월 20일~1997년 1월 22일: 제7대 부산고등검찰청 검사장
- 1997년 1월 23일~1997년 8월 9일: 제26대 광주고등검찰청 검사장
- 1997년 9월 22일~2000년 9월 21일: 제5대 대한법률구조공단 이사장
- 2002년 11월 9일~2003년 2월 26일: 제54대 법무부 장관
- 심상명 법률사무소 대표 변호사

## 상훈
- 1986년 홍조근정훈장
- 1995년 황조근정훈장

| 전임 김현철 | 제5대 대한법률구조공단 이사장 1997년 9월 22일~2000년 9월 21일 | 후임 최신석 |

| 전임 김정길 | 제54대 법무부 장관 2002년 11월 9일~2003년 2월 26일 | 후임 강금실 |